# Rue de la Piquerie
La rue de la Piquerie est une rue de Lille, dans le Nord, en France. 

## Situation et accès
Il s'agit de l'une des rues du quartier du Lille-Centre qui relie la Rue de l'Hôpital-Militaire à la rue Gombert, ancienne rue du contour de la Piquerie.
desservi par la station de métro Rihour.

## Origine du nom
Piquerie est une déformation de pêcherie (prononciation en patois de Lille) à laquelle la rue donnait accès. Le droit de pêcher dans cette pièce d’eau concédé par la ville faisait partie de ses revenus

## Historique
La rue est ouverte en 1634 dans le territoire de l’agrandissement de Lille en 1603. Elle donnait accès au bastion de la Piquerie de la partie de l’enceinte créée lors de cette extension. 

## Bâtiments remarquables et lieux de mémoire
Le maison du numéro 2 de style Art déco date de 1927.